# Duché d'Alençon

La France en 1477.

Le comté d'Alençon, devenu ensuite duché d'Alençon, a été créé relativement tardivement.

## Historique
Le comté d'Alençon relevait du duché de Normandie. En 1202, les comtes d'Alençon sont du parti de Philippe Auguste. En 1205, Argentan, Sées et les autres pays de l'Orne passent sous l'autorité du roi de France. C'est Alix, la sœur du dernier comte d'Alençon qui vendra le comté à Philippe Auguste et qui le réunira à la couronne en 1221.
En mars 1268, son petit-fils le roi Saint Louis, le donna à son cinquième fils, Pierre.
Ce dernier étant mort sans postérité en 1283, le comté d'Alençon revint alors à la couronne de France et fut donné, en 1286, par Philippe IV le Bel, avec le comté du Perche, en apanage à son frère Charles, comte de Valois, qui lui-même le transmit à son second fils Charles II.
Le comté s'accrut des seigneuries de Moulins-la-Marche, Bonsmoulins, Sainte-Scolasse-sur-Sarthe, Domfront, Argentan, Exmes. En 1414, Il fut érigé en duché-pairie.
Le duc Jean Ier d'Alençon fut tué à la bataille d’Azincourt en 1415, après avoir tué le duc d’York de sa propre main. Son fils, Jean II d'Alençon, perdit son duché à la bataille de Verneuil, le 17 aout 1424, lorsqu’il fut battu et fait prisonnier par les forces anglaises dirigées par le duc de Bedford. Il ne le reconquit qu’en 1449.
À la mort de Charles IV sans héritier mâle (1525), le duché fut laissé en usufruit à sa veuve Marguerite de Navarre (1492-1549) et rattaché au domaine royal français.